# Ivica Dačić
Ivica Dačić (cirílico sérvio: Ивица Дачић; Prizren, 1 de janeiro de 1966) é um político sérvio, servindo como ministro da Administração Interna desde 2024, funções que desempenhou anteriormente nos governos de Mirko Cvetković. Ele é o líder do Partido Socialista da Sérvia (SPS) desde 2006 e primeiro-ministro interino da Sérvia após a eleição de Brnabić como presidente da Assembleia Nacional em março de 2024.
Dačić formou-se na Universidade de Belgrado em 1989 e ingressou no SPS em 1991. Ele rapidamente subiu na hierarquia do partido, tornando-se seu porta-voz em 1992, sob seu mentor, Slobodan Milosevic, presidente da Sérvia e da RF da Iugoslávia. Após a queda de Milošević, serviu como ministro da informação num governo de transição de 2000 a 2001. Dačić tornou-se líder do partido SPS em 2006. Tal como o seu antecessor Milošević, é considerado um líder pragmático disposto a mudar de opinião com base nas circunstâncias e trabalhou para reformar o partido. Dačić liderou o SPS num governo com o Partido Democrático (DS) em 2008, após o qual se tornou o primeiro vice-primeiro-ministro e ministro dos assuntos internos, funções que desempenhou até 2012. O governo DS-SPS alcançou o estatuto de candidato à UE. Após as eleições parlamentares de 2012, o SPS formou um governo de coalizão com o Partido Progressista Sérvio (SNS); Dačić foi eleito primeiro-ministro. O governo SNS-SPS solicitou à União Europeia que iniciasse negociações formais para a adesão da Sérvia e assinou o Acordo de Bruxelas sobre a normalização das relações dos governos da Sérvia e do Kosovo.
Em 2014, voltou a ser o primeiro vice-primeiro-ministro e também se tornou ministro das Relações Exteriores, funções que desempenhou até 2020. Dačić foi eleito presidente da Assembleia Nacional após as eleições parlamentares de 2020 e foi sucedido por Vladimir Orlić em 2022. Os comentaristas descreveram suas posições políticas como populistas e nacionalistas.